# The Visit (1964)
The Visit (bra: A Visita da Velha Senhora ou A Visita) é um filme franco-teuto-ítalo-estadunidense de 1964, do gênero drama, dirigido por Bernhard Wickipara a 20th Century Fox e protagonizado por Ingrid Bergman e Anthony Quinn, também coprodutores.
O roteiro de Ben Barzman e Maurice Valency adapta a peça teatral Der Besuch der alten Dame ou "A visita da velha senhora" de Friedrich Dürrenmatt lançada em 1956.

## Elenco
- Ingrid Bergman...Karla Zachannassian
- Anthony Quinn...Serge Miller
- Irina Demick...Anya
- Claude Dauphin...Bardick
- Paolo Stoppa...Doutor
- Romolo Valli...Pintor
- Valentina Cortese...Mathilda Miller
- Eduardo Ciannelli...Estalajadeiro
- Jacques Dufilho...pescador
- Leonard Steckel...padre
- Ernst Schröder...prefeito
- Fausto Tozzi...Darvis
- Hans Christian Blech...Capitão Dobrik
- Lelio Luttazzi
- Marco Guglielmi...Chesco
- Renzo Palmer...Condutor
- Dante Maggio...Cadek
- Richard Münch...professor

## Sinopse
Karla (Claire na peça teatral) Zachanassian, viúva de um empresário do petróleo e fabulosamente rica, visita a (fictícia) cidade natal Guellen, uma pequena vila decadente da Europa próxima a Trieste. O prefeito e os demais cidadãos estão esperançosos que ela use sua fortuna para recuperar a cidade e chamam o lojista casado Serge (chamado Alfred na peça teatral), ex-amante dela, para ajudá-los a conseguir isso, dizendo-lhe que poderá se tornar o novo prefeito. De fato, a mulher oferece alguns milhões para a cidade e para cada cidadão, mas com uma condição: que elas condenem à morte Serge, que a deixou em desgraça anos atrás, quando a fez fugir da cidade.

## Indicação a prêmios
- Bernhard Wicki foi indicado a Palma de Ouro no Festival de cinema de Cannes de 1964 [4]
- O filme recebeu uma indicação ao Óscar para "Melhor figurino em preto e branco" de autoria de René Hubert.[5]